# Нулти закон термодинамике
Нулти закон термодинамике је један од четири основна закона термодинамике. Он тврди да ако су два термодинамичка система у равнотежи са трећим, онда су у равнотежи и међу собом, тј. да је је термодинамичка равнотежа релација еквиваленције.